# Jerónimo Ruiz Camargo
Jerónimo Ruiz Camargo (Burgos, ? - Córdoba, 2 de enero de 1633) fue un eclesiástico español.

## Biografía
Estudió filosofía, teología, hebreo y griego en la Universidad de Alcalá, de donde pasó a catedrático de filosofía en la de Salamanca. Abad de San Miguel de Camargo, canónigo de Ávila, consultor del Santo Oficio en Madrid para la redacción del Index librorum prohibitorum, obispo de Ciudad Rodrigo, de Coria y de Córdoba.
Bajo su pontificado se edificaron en Coria el Palacio Episcopal y el Seminario Conciliar.
| Predecesor: Antonio Idiáquez Manrique      | Obispo de Ciudad Rodrigo 1613 – 1622 | Sucesor: Agustín Antolínez       |
| Predecesor: Pedro Carvajal Girón de Loaysa | Obispo de Coria 1622 – 1632          | Sucesor: Juan Roco Campofrío     |
| Predecesor: Cristóbal de Lobera y Torres   | Obispo de Córdoba 1632 – 1633        | Sucesor: Domingo Pimentel Zúñiga |